# Turbonilla hofmani
Turbonilla hofmani is een slakkensoort uit de familie van de Pyramidellidae. De wetenschappelijke naam van de soort is voor het eerst geldig gepubliceerd in 1877 door Angas.